# Uvariodendron angustifolium
Uvariodendron angustifolium är en kirimojaväxtart som först beskrevs av Adolf Engler och Friedrich Ludwig Diels, och fick sitt nu gällande namn av Robert Elias Fries. Uvariodendron angustifolium ingår i släktet Uvariodendron och familjen kirimojaväxter. Inga underarter finns listade i Catalogue of Life.